# Read Township (comté de Clayton, Iowa)
Read Township est un township, du comté de Clayton en Iowa, aux États-Unis,.

## Source de la traduction
- (en) Cet article est partiellement ou en totalité issu de l’article de Wikipédia en anglais intitulé « Read Township, Clayton County, Iowa » (voir la liste des auteurs).